# Berchar
Berchar (zm. 688) – majordom Neustrii w latach 686–688.
Został wybrany na urząd majordoma przez neustryjskich możnych po śmierci Warattona w 686. Wkrótce po wyborze zaczął izolować wielu arystokratów, co doprowadziło do utworzenia się wewnętrznej opozycji, która zwróciła się o pomoc do majordoma Austrazji Pepina z Heristalu. Berchar odmówił naprawienia szkód wyrządzonych Austrazyjczykom przez Ebroina, co Pepin wykorzystał jako pretekst do rozpoczęcia wojny. Wojska Neustrii poniosły klęskę pod Tertry, lecz Bercharowi udało się uciec z pola bitwy. Został zamordowany w 688 z inspiracji Ansfledy, wdowy po Warattonie. Jego następcą został Pepin, który następnie przekazał urząd Nordebertowi.
Żoną Berchara była Adaltruda, córka Warattona i Ansfledy.